# 井上剣花坊

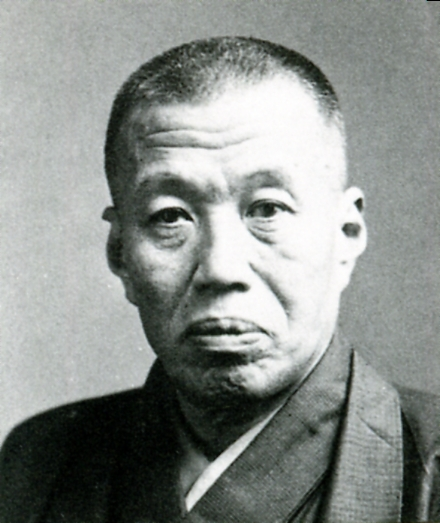
井上剣花坊（1930年撮影）

井上 剣花坊（いのうえ けんかぼう、明治3年6月3日（1870年7月1日） - 昭和9年（1934年）9月11日）は、日本の川柳作家。幼名は七郎、のちに幸一。

## 生涯
明治3年（1870年）6月3日、山口県萩に生まれた。家系は毛利家に仕えていたが、廃藩後に没落、父栄祐は1891年に、不遇のうちに亡くなった。
独学で小学校代用教員となり、のちに山口県の新聞社『鳳陽新報』（のち『長周日報』、その後防長新聞に併合されて消滅）に就職して新聞記者となった。同じ頃山県トメと結婚し、3人の子供を授かるも、トメは3人目出産後の予後が悪く、1898年に他界。なお井上はその3年後の1901年に遠縁の岡ノブと再婚、2人の子供をもうけた。同じ1901年には『越後日報』に就職、主筆となった。
1903年7月、『越後日報』を退社し新聞「日本」に入社。ここで剣花坊の筆名で新川柳の選者を務めた。なお筆名は、山口県で「争気がある人」を「喧嘩ぼう」といったことから、自らをそれになぞらえて「剣花坊」の漢字を当てたものである。その後退社したものの、客員として同誌の選者を務めた。また他に『國民新聞』や『読売新聞』でも選者を務め、新興川柳の普及に努めた。1905年結成の柳樽寺派の先達としても活躍し、「大正川柳」（のちに「川柳人」に改題）を創刊、新興川柳派を支援した。しかし同誌に掲載された鶴彬の句が治安維持法違反とされたため、同誌は廃刊に追い込まれた。
1928年、代表作『江戸時代の川柳』を出版。1929年からは『福岡日日新聞』『主婦之友』『中国民報』でも選者を務めた。
だが1933年頃から体調不良を自覚し、翌年の1934年には軽い脳溢血を起こして右半身が不自由となった。1934年9月8日に脳溢血で倒れ、9月11日、仮寓の神奈川県鎌倉の建長寺で死去した。没後は妻の信子が後継となり、川柳誌を発行し続け、また川柳作家の鶴彬を支援した。

## 家族
- 祖父・井上八郎右衛門光武 ‐ 長州藩士。大組の証人という重役だったが、部下の奸曲により減禄され隠居。[7]
- 父・井上栄祐（-1891） ‐ 長州藩士。第一次長州征伐後、藩内の抗争で幕府へ恭順する保守党に加担したため負け組となり、維新後零落。[7]
- 母・たに ‐ 毛利家世臣・三井七之助の娘。[7]
- 二男・井上鳳吉（1895-） ‐ 前妻トメとの子。三菱商事常務。東京商科大学卒。妻の妹に長岡輝子。[7][8][9]
- 三男・井上亀三（1898-） ‐ トメとの子[7]

## 主な川柳作品
- 何よりも母の乳房は甘かりし - 生誕地の句碑に刻まれている。
- 咳一つ聞えぬ中を天皇旗
- 米の値の知らぬやからの桜狩り
- 活眼をひらくとゴミが眼にはいり

## 著書

### 単著
- 『赤裸々の大石良雄』（1913年、敬文堂書店）
- 『新川柳六千句』（1916年、南北社）
- 『川柳を作る人に』（1918年、南北社）
- 『川柳1922年集』（1922年、柳樽寺新星会）
- 『古川柳真髄』（1925年、柳樽寺川柳会）
- 『江戸時代の川柳』（1928年、近世日本文化史研究會）
- 『新川柳自選句百三十三人集』（1932年、柳樽寺川柳会）

### 共編著
- 井上剣花坊選、近藤浩一路絵『川柳漫画』（1930年、川柳漫画刊行会）
- 井上剣花坊編『三笠しづ子 (丸山貞子) 句集』（1932年、柳樽寺川柳会）

### 作品集
- 白石維想楼編『習作の二十年 : 井上剣花坊句集』（1922年、柳樽寺川柳会）
- 井上信子編『井上剣花坊句集』（1935年、叢文閣）
- 井上鳳吉編『井上剣花坊句集』（1966年、市ケ谷出版社）

### 評伝
- 坂本幸四郎 『井上剣花坊・鶴彬　川柳革新の旗手たち』 リブロポート<シリーズ民間日本学者>、1990年